# 大西智也
大西 智也（おおにし ともや、1987年3月28日 - ）は、岐阜県岐阜市出身の元陸上競技選手・現指導者。専門は長距離種目。岐阜県立岐阜商業高等学校、東洋大学経済学部経済学科卒業。旭化成陸上部で実業団選手として活躍し、現在は同部のコーチを務める。同じく元陸上競技選手の大西一輝（県立岐阜商業高校→東洋大学→カネボウ）は三つ子の兄。

## 来歴・人物
中学ではバスケットボール部に入部予定だったが、三つ子の兄・一輝が先に入ったため、それを避けて陸上競技を始めた（ただし兄も後に陸上競技部へ転部）。
中学3年時および高校2年・3年時は全国都道府県対抗男子駅伝の代表に兄弟で選出。中学3年時は2区を智也・6区を一輝、高校2年時は1区を一輝・4区を智也、高校3年時は1区を智也・3区を一輝が務めた。
高校卒業後は兄弟をセットではなく、一人ずつ個人としてスカウトしてくれたという理由で東洋大学へ進学。川嶋伸次、佐藤尚らの指導を受けた。1年時の第37回全日本大学駅伝では1区を務め日本人トップの区間2位と鮮烈なデビューを果たす。第82回箱根駅伝では5区を務め、伊達秀晃（東海大学）と併走しながら前を追うも、区間15位と苦戦し3位から7位に後退した。
2年時は学生三大駅伝にフル出場。第18回出雲駅伝は3区区間4位、第38回全日本大学駅伝は2区区間6位。第83回箱根駅伝は1区を務め、スタート直後から飛び出し区間新記録を打ち立てた佐藤悠基（東海大学）にただ一人喰らいつき区間2位。
4年時の第20回出雲駅伝は3区区間2位で首位を快走。第40回全日本大学駅伝では1区を務め、常に集団を牽引する積極的な走りで区間賞を獲得。チームは4区終盤まで首位を快走した。第85回箱根駅伝では3区を務め14位から5人抜きで9位に浮上。竹澤健介（早稲田大学）、佐藤悠基に次ぐ区間3位の好走で、柏原竜二らとともに東洋大学の初優勝に貢献した。
大学卒業後は旭化成へ進み、2009年7月のユニバーシアードセルビア・ベオグラード大会ではハーフマラソンで2位入賞を果たした。12月13日香港で開催された第5回東アジア競技大会ハーフマラソンに出場し、1時間06分05秒の記録で優勝した。
2010年1月の第54回ニューイヤー駅伝では3区で9人抜きの走りを見せると、第15回都道府県対抗男子駅伝では3区を走り、大学生の村澤明伸・柏原らを抑えて区間賞を獲得する貫禄を見せた。この年はトラックシーズンも好調を維持し、静岡国際陸上5000m、九州実業団選手権10000mで相次いで自己記録を更新し6月の第94回日本選手権に出場。10000mでは5位入賞、5000mではラスト1周で先頭に立つ走りを見せて2位に入った。10月、中華人民共和国・南寧で開催された第19回世界ハーフマラソン選手権に出場し、1時間01分31秒の自己新記録で日本勢最上位の9位に入った。2011年の第55回ニューイヤー駅伝では1区で区間賞を獲得した。
2014年の第58回ニューイヤー駅伝では1区で2回目の区間賞を獲得。2016年度をもって現役を引退し、コーチに就任。

## 主な戦績
- 2005年 第82回箱根駅伝予選会 個人7位（チーム1位）
- 2005年 第37回全日本大学駅伝 1区 区間2位（日本人1位）
- 2006年 第82回箱根駅伝 5区 区間15位
- 2006年 第38回全日本大学駅伝予選会 4組4位
- 2006年 第18回出雲駅伝 3区 区間4位
- 2006年 第38回全日本大学駅伝 2区 区間6位
- 2007年 第83回箱根駅伝 1区 区間2位
- 2007年 第39回全日本大学駅伝予選会 4組3位
- 2007年 第19回出雲駅伝 1区 区間8位
- 2007年 第20回上尾ハーフマラソン 9位
- 2008年 第84回箱根駅伝 1区 区間4位
- 2008年 第30回犬山ハーフマラソン 3位
- 2008年 関東インカレ（1部） 5000m 3位
- 2008年 第40回全日本大学駅伝予選会 3組2位
- 2008年 日本インカレ 5000m 7位
- 2008年 第20回出雲駅伝 3区 区間2位
- 2008年 第40回全日本大学駅伝 1区 区間賞
- 2009年 第85回箱根駅伝 3区 区間3位
- 2009年 第28回立川・昭島マラソン・第12回日本学生ハーフマラソン 5位
- 2009年 ユニバーシアード ハーフマラソン 2位 1時間04分30秒
- 2009年 第5回東アジア競技大会 ハーフマラソン 優勝 1時間06分05秒
- 2010年 第54回全日本実業団対抗駅伝競走大会 3区 区間6位 38分53秒
- 2010年 第15回天皇盃全国都道府県対抗男子駅伝競走大会 3区 区間賞 24分16秒
- 2010年 第24回静岡国際陸上競技大会 5000m 11位 13分43秒06
- 2010年 九州実業団陸上競技選手権大会 10000m 3位 28分28秒74
- 2010年 第94回日本陸上競技選手権大会 10000m 5位 28分46秒23
- 2010年 第94回日本陸上競技選手権大会 5000m 2位 13分40秒52
- 2010年 第19回世界ハーフマラソン選手権 9位 1時間01分31秒
- 2011年 第55回全日本実業団対抗駅伝競走大会 1区 区間賞 36分01秒
- 2013年 第57回全日本実業団対抗駅伝競走大会 1区 区間2位 35分16秒
- 2014年 第58回全日本実業団対抗駅伝競走大会 1区 区間賞 35分25秒
- 2015年 第59回全日本実業団対抗駅伝競走大会 1区 区間7位 34分58秒

## 記録
自己ベスト
- 5000m - 13分40秒46（2013年）
- 10000m - 27分50秒72（2010年）
- ハーフマラソン - 1時間01分31秒（2010年）

日本代表歴
- 2006年-2008年 国際千葉駅伝 （日本学連選抜で出場）
- 2009年 ユニバーシアード ハーフマラソン
- 2009年 東アジア競技大会 ハーフマラソン
- 2010年 世界ハーフマラソン選手権

## 参考資料・外部リンク
- 大西智也 - ワールドアスレティックスのプロフィール（英語）
- 旭化成株式会社 陸上部 選手・スタッフ紹介 大西智也